# Al Khawaneej
Al Khawaneej (in arabo الخوانيج ‎?) è una comunità dell'Emirato di Dubai, negli Emirati Arabi Uniti. Si trova nel Settore 2 nella zona settentrionale di Dubai al confine con l'Emirato di Sharjah. 

## Territorio
Il territorio occupa un'area di 29,1 km² nella zona nord-orientale di Dubai, nell'area urbana orientale.
L'area è delimitata a nord dalla municipalità di Sharja, a est dalla Emirates Road (E 611), a sud dalla Al Amardi Street (D 50) e Al Khawaneej Road (D 89) e ad ovest dalla Sheikh Zayed Bin Hamdan Al Nahyan Street (D54).
Il quartiere è suddiviso in due sotto-comunità:
- Al Khawaneej One (codice comunita 281);
- Al Khawaneej Two (codice comunita 282).

Al Khawaneej è una comunità prevalentemente agricola che comprende molte fattorie private e altre aree agricole. Famiglie benestanti che hanno le loro attività agricole stabilite e gestite da generazioni, risiedono in questo quartiere.
Il quartiere è dotato di tutti servizi necessari ad una comunità, quali scuole, supermercati, chiese, moschee, e un centro sanitario (Al Khawaneej Health Centerche pur non essendo un vero ospedale, fornisce molti servizi sanitari. Non mancano luoghi di svago e di cultura. Il parco pubblico di Al Quran è il primo parco ispirato al Corano. Offre a musulmani e non musulmani la possibilità di saperne di più sul Corano e sulle piante menzionate in esso. Al suo interno si trova la Grotta dei Miracoli dove si possono conoscere i Profeti e la Glass House che contiene piante e alberi citati nel Corano.
Fra le strutture dedicate al tempo libero merita una citazione The Yard. Inaugurato nel gennaio del 2018 The Yard è una struttura polifunzionale composta da un lago artificiale con areeverdi e piste ciclabili, intorno al quale si trovano un centro commerciale chiamato Al Khawaneej Walk con annesso cinema, un parco giochi, un mercato agricolo biologico, e una zona di ristoro, chiamata Last Exit, dove si trovano diversi ristoranti in vari stili e tipi di cucina, sia in edifici di tipo tradizionale che sotto forma di Food truck. Il tutto supportato da due ampi parcheggi. The Yard si trova nella zona sud-occidentale di Al Khawaneej One, all'angolo fra la Al Khawaneej Road e la 
Sheikh Zayed Bin Hamdan Al Nahyan Street. Unico neo è che il posto non è facilmente raggiungibile con i mezzi pubblici.
Non vi sono fermate della metropolitana nel quartiere, tuttavia linee pubbliche di superficie scorrono lungo la  Al Khawaneej Road e Al Amardi Street addentrandosi anche nel quartiere e collegandolo alle fermate della metropolitana di Centrepoint (linea 11B) e al centro di Deira (linea 11A).